# Deepstep (Georgia)
Deepstep es un pueblo ubicado en el condado de Washington en el estado estadounidense de Georgia. En el censo de 2000, su población era de 132.

## Demografía
En el 2000 la renta per cápita promedia del hogar era de $44,583, y el ingreso promedio para una familia era de $51,875. El ingreso per cápita para la localidad era de $20,182. Los hombres tenían un ingreso per cápita de $32,500 contra $25,000 para las mujeres.

## Geografía
Deepstep se encuentra ubicado en las coordenadas 33°1′19″N 82°58′6″O / 33.02194, -82.96833 (33.021827, -82.968337).
Según la Oficina del Censo, la localidad tiene un área total de 2 km² (0,8 mi²), de la cual 2 km² (0,8 mi²) es tierra y 0 km² (0 mi²) (0.00%) es agua.